# شارلوته برادفورد
شارلوته برادفورد (بالإنجليزية: Charlotte Bradford)‏ هي ممرضة أمريكية، ولدت في 20 يونيو 1813 في دوكسبوري في الولايات المتحدة، وتوفيت في 1893.